# Balogh Ernő (orvos)
Balogh Ernő (Nagyszalonta, 1890. augusztus 11. – Budapest, 1964. november 24.) magyar orvos, patológus, onkológus, egyetemi oktató. Az MTA levelező tagja 1942–1949 között, helyreállítva 1993-ban.

## Életpályája
Balogh Elek orvos és Kenyeres Ilona fia. Egyetemi tanulmányait a Budapesti Tudományegyetemen végezte 1907–1913 között, 1913-ban már orvosdoktor. Budapesten az anatómiai intézetben dolgozott, 1923-ban a Pázmány Péter Tudományegyetemen A fertőző betegségek tárgykörből magántanárrá habilitálták. Nyilvános rendkívüli tanári kinevezést kapott 1925. augusztus 19-én, amikor a szegedi Kórbonctani és Szövettani Intézetbe került tanszékvezetőnek. Nyilvános rendes tanárrá nevezték ki 1926. október 11-én. 1927-ig vezette a szegedi intézetet, majd a budapesti Kórbonctani Intézetbe ment dolgozni 1927–1934 között, itt vizsgáztatta és vette maga mellé dolgozni Romhányi Györgyöt, akiből híres patológus lett. A Kórbonctani Intézetből az I. sz. Kórbonctani és Kísérleti Rákkutató Intézet nyilvános rendes tanára, dékánja, majd rektora lett (1934–1945). 1945–1950 között a budapesti Onkológiai Intézet beosztott orvosa volt. Életének utolsó másfél évtizedét (1950–1964) a fővárosi Heim Pál Gyermekkórházban töltötte főorvosi beosztásban.

## Kutatási területe
Kutatási területe kiterjedt a fertőző betegségek kórbonctanára, a nomára, az oxigénhiány okozta szöveti elváltozásokra, a magassági kollapszusra, a tüdőartériák záróberendezéseire és más kórbonctani problémákra vonatkozó vizsgálatokra, valamint a daganatkutatásokra. Nemzetközileg is elismert rákkutató volt. Közel 200 tudományos közleménye jelent meg hazai és külföldi szaklapokban.

## Tanulmányaiból
- Szöveti elváltozások biológiai felértékelése fertőző betegségekben. Ld. Rigler emlékkönyv. Szeged, 1926. 600–609. p.
- A H-ion concentratio jelentősége a szervek színének a halál utáni megőrzésében. Ld. Orvosképzés, 1927.
- Gümőkórosok gennykeltő bacteriumos társfertőzéseiről. Ld. Orvosképzés, 1927.

## Társasági tagságai
- Budapesti Orvosegyesület tagja
- Deutsche Pathologische Gesellschaft tagJa